# Yves Duteil

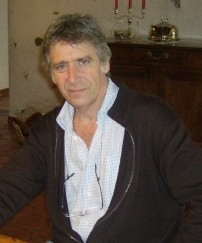
Yves Duteil

Yves Duteil (Neuilly-sur-Seine, 24 de julho de 1949) é um cantor francês. 

## Discografia
- 1972: "Virages" (single)
- 1974: L'écritoire
- 1976: J'attends
- 1977: Tarentelle
- 1978: En public au théâtre des Champs-Elysées
- 1979: Mélancolie (retitled J'ai la guitare)
- 1980: Yves Duteil chante pour les enfants
- 1981: Ça n'est pas ce qu'on fait qui compte
- 1982: L'Olympia
- 1982: Les saisons Grand-Père, disc-book
- 1983: La statue d'ivoire
- 1985: La langue de chez nous
- 1985: L'univers musical Jean Musy - instrumental
- 1987: Ton absence
- 1988: Côté scène - Olympia
- 1990: Blessures d'enfance
- 1991: En public - spectacle au Zénith
- 1992: Vos préférences , compilação
- 1992: La fleur de l'impossible - Alberville
- 1993: Ligne de vie
- 1994: Entre elles et moi - duos
- 1996: Pour les enfants , compilação
- 1997: Touché
- 1997: Correspondances, 4-CD compilação
- 2001: Sans attendre
- 2002: Yves Duteil chante les enfants
- 2003: Yves Duteil chante pour elle
- 2003: Yves Duteil par cœur
- 2004: Tous les droits des enfants
- 2004: Yves Duteil chante l'air des mots
- 2008: (fr)agiles